# Viola come il mare
Viola come il mare (en español Violeta como el mar) es una serie de televisión italiana emitida en horario de máxima audiencia en Canale 5 desde 30 de septiembre de 2022. Está dirigida por Francesco Vicario en la primera temporada y por Alexis Sweet en la segunda temporada, es producida por Lux Vide en colaboración con RTI y está protagonizada por Can Yaman y Francesca Chillemi. Está basada en la novela Conosci l'estate? de Simona Tanzini publicado por Sellerio Editore.

## Sinopsis
Viola Vitale, después de haber estado siempre involucrada en la comunicación de la moda, se mudó de París a Palermo (su ciudad natal), donde hará todo lo posible para buscar al padre que nunca conoció. Una vez en Palermo, Viola comienza a trabajar para la redacción de una web como reportera policial, donde conoce al inspector jefe de policía Francesco Demir, un hombre con gran talento para la investigación pero poca fe en la humanidad. Los dos comienzan a trabajar codo con codo en casos de asesinato: Viola trabaja como periodista, mientras que Francesco trabaja como policía.

## Reparto
- Can Yaman como Francesco Demir. Es el inspector jefe de policía, que a menudo colabora con Viola, y el único cuyos colores no ve.
- Francesca Chillemi como Viola Vitale. Es una periodista que busca al padre que nunca conoció.
- Simona Cavallari como Claudia Foresi. Es la editora del periódico donde trabaja Viola.
- Chiara Tron como Tamara Graziosi. Es colega de Viola y una de sus pocas amigas, la única a la que inicialmente le confiesa que está enferma.
- Ruben La Malfa como Carmelo. Es colega de Viola.
- Mario Scerbo como Alex Leonard. Es colega de Viola, quien está secretamente enamorado de Tamara.
- Daniele Virzì como Rosario. Es colega de Viola, originario de Catania. Es colega de Viola, quien está secretamente enamorado de Tamara.
- Tommaso Basili como Domenico Parisi. Es colega de Viola, siempre está por el mundo.
- Giovanni Nasta como Turi D'Agata. Es colega policía de Francesco Demir y padre de gemelas.
- David Coco como Santo Buscemi. Es el PM con el que trabaja Francesco Demir.
- Nathalie Rapti Gomez como Daria Mandalà. Ella es la secretaria de Sonia.
- Romano Reggiani como Raniero Sammartano. Es un hombre que dirige la finca familiar y fue, durante un tiempo, novio de Viola.
- Valeria Milillo como Sonia. Es la madre de Francesco Demir.
- Alessia D'Anna como Fiorella. Administra el bar cerca de la oficina editorial.
- Davide Dolores como el Doctor Pierangelo Aiello. Es el médico que trató a Viola.
- Kyshan Wilson como Farah. Es una chica que llegó a Palermo a través de la trata de personas, Francesco Demir se toma muy en serio su caso.
- Saverio Santangelo como Filippo Bono
- Giusy Frallonardo como Rossella Graziosi. Es la madre de Tamara Graziosi.

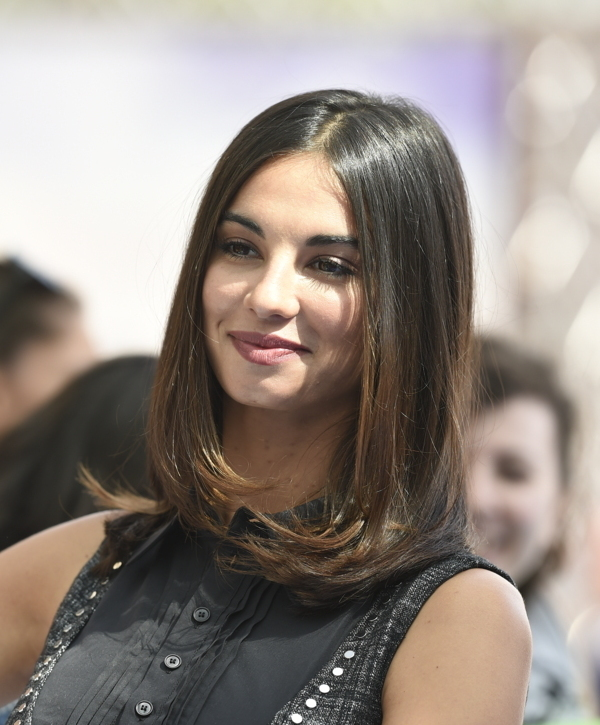
Francesca Chillemi interpreta a Viola Vitale
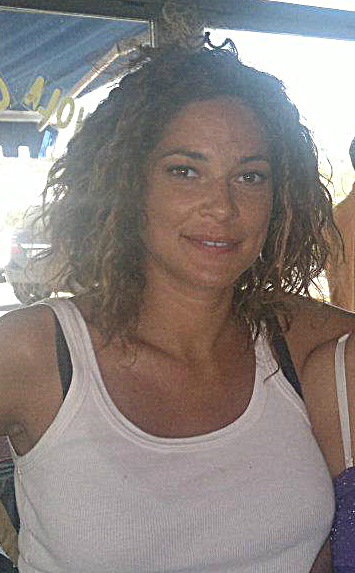
Simona Cavallari interpreta a Claudia Foresi

## Episodios
| Temporada | Temporada | Episodios | Rango de episodios | Emisión original         | Emisión original       |
| Temporada | Temporada | Episodios | Rango de episodios | Inicio                   | Final                  |
| --------- | --------- | --------- | ------------------ | ------------------------ | ---------------------- |
|           | 1         | 12        | 1 - 12             | 30 de septiembre de 2022 | 4 de noviembre de 2022 |

### Primera temporada (2022)
| n° | Título                         | Título          | Primera TV Italia        | Dirigido por      | Escrito por                                                               |
| n° | En streaming                   | En claro        | Primera TV Italia        | Dirigido por      | Escrito por                                                               |
| -- | ------------------------------ | --------------- | ------------------------ | ----------------- | ------------------------------------------------------------------------- |
| 1  | Viola come il mare             | Prima puntata   | 30 de septiembre de 2022 | Francesco Vicario | Elena Bucaccio, Silvia Leuzzi y Francesco Arlanch                         |
| 2  | Rosso come la mancanza         | Prima puntata   | 30 de septiembre de 2022 | Francesco Vicario | Elena Bucaccio, Silvia Leuzzi y Francesco Arlanch                         |
| 3  | Blu come il pregiudizio        | Seconda puntata | 7 de octubre de 2022     | Francesco Vicario | Elena Bucaccio, Silvia Leuzzi, Fabrizio Lucherini y Giampaolo Simi        |
| 4  | Verde come la rigidità         | Seconda puntata | 7 de octubre de 2022     | Francesco Vicario | Elena Bucaccio, Silvia Leuzzi, Fabrizio Lucherini y Giampaolo Simi        |
| 5  | Giallo come le bugie           | Terza puntata   | 14 de octubre de 2022    | Francesco Vicario | Elena Bucaccio, Silvia Leuzzi, Dario Sardelli y Giovanni Di Giamberardino |
| 6  | Arancione come la fiducia      | Terza puntata   | 14 de octubre de 2022    | Francesco Vicario | Elena Bucaccio, Silvia Leuzzi, Dario Sardelli y Giovanni Di Giamberardino |
| 7  | Celeste come la libertà        | Quarta puntata  | 21 de octubre de 2022    | Francesco Vicario | Silvia Leuzzi, Umberto Gnoli y Jessica Quacquarelli                       |
| 8  | Nero come il sacrificio        | Quarta puntata  | 21 de octubre de 2022    | Francesco Vicario | Silvia Leuzzi, Umberto Gnoli y Jessica Quacquarelli                       |
| 9  | Bordeaux come gli errori       | Quinta puntata  | 28 de octubre de 2022    | Francesco Vicario | Francesco Arlanch y Mara Perbellini                                       |
| 10 | Indaco come le scelte          | Quinta puntata  | 28 de octubre de 2022    | Francesco Vicario | Francesco Arlanch y Mara Perbellini                                       |
| 11 | Rosa come il tradimento        | Sesta puntata   | 4 de noviembre de 2022   | Francesco Vicario | Silvia Leuzzi                                                             |
| 12 | Bianco come l'inizio e la fine | Sesta puntata   | 4 de noviembre de 2022   | Francesco Vicario | Silvia Leuzzi                                                             |

## Producción
La serie está dirigida por Francesco Vicario en la primera temporada y por Alexis Sweet en la segunda temporada y producida por Lux Vide. en colaboración con RTI La primera temporada también se distribuyó en Netflix el 1 de marzo de 2023 y se eliminó de la plataforma principal Mediaset Infinity.

### Renovación
Tras el éxito de la primera temporada, la serie se ha renovado para una segunda temporada.

### Rodaje
El rodaje de la primera temporada de la serie comenzó en septiembre de 2021 y finalizó en abril de 2022. Se rodó entre Palermo y Roma, más precisamente entre Terrasini y Termini Imerese (PA), Civita Castellana (VT), Formello y Ostia (las tres en Roma). Algunas localizaciones de Sicilia donde se rodó la serie son: Torre Alba, el pueblo de pescadores, la playa de Mondello, entre Monte Pellegrino y Capo Gallo, el puerto de Palermo y algunos de los monumentos más emblemáticos de la ciudad como el teatro Massimo, la Palazzina dei Quattro Pizzi (que se encuentra en el área de la antigua Tonnara Florio) y el paseo Peppino Impastato di Terrasini (el lugar donde se filmó el hallazgo de un niño víctima de un accidente). El rodaje de la segunda temporada comenzó el 3 de julio de 2023 en Palermo.

## Promoción
La serie fue anunciada por Can Yaman el 10 de agosto de 2021 a través de su perfil de Instagram. Además, desde el 2 de agosto de 2022 los promos de la serie se emiten en Canale 5